# Formatge de La Peral
El formatge de La Peral és un formatge blau que s'elabora al Principat d'Astúries, Espanya. Es tracta d'un formatge que guarda certa semblança amb el Rocafort francès. Procedeix de la utilització de llet sencera pasteuritzada de vaca.

## Elaboració
S'elabora amb llet de vaca, a la qual de vegades se li afegeix nata d'ovella, amb el propòsit de reforçar l'aroma i sabor en la maduració. S'elabora tot l'any, principalment a la primavera i a l'estiu.

## Característiques
- Formatge sense escorça, untuós i de color marfil.
- L'interior és ferm però no compacte, amb esquerdes i cavitats on desenvolupa la floridura
- La part no vetada és de color blanc marfil, una mica untuosa, però de textura granulosa.
- El format és cilíndric i es presenta embolicat en paper metal·litzat.
- El pes oscil·la al voltant dels 2 quilos, però també s'elaboren d'1 i de 3 quilos.
- El sabor és molt agradable i no gaire fort per a aquest tipus de formatge, lleugerament àcid i salat, sense excés i molt mantegós.
- És un formatge excel·lent per menjar estès sobre pa torrat.

## Zona d'elaboració
S'elabora en una petita formatgeria al poble de San Jorge de la Peral, en el concejo de Illas.